# Йордан Петков
Йордан Петков (болг. Йордан Петков, нар. 11 березня 1976, Велико-Тирново) — колишній болгарський футболіст, захисник.

## Клубна кар'єра
У дорослому футболі дебютував 1996 року виступами за «Етир» з рідного міста Велико-Тирново, в якій провів півтора сезони, взявши участь у 38 матчах чемпіонату.
На початку 1998 року перейшов у «Ворсклу», в якій швидко став основним гравцем команди і виступав до кінця літа 1999 року, після чого повернувся на батьківщину в «Локомотив» (Софія).
Своєю грою привернув увагу представників тренерського штабу «Славії» (Софія), до складу якої приєднався влітку 2001 року. Більшість часу, проведеного у складі софійської «Славії», був основним гравцем захисту команди. Протягом 2005–2007 років на правах оренди захищав кольори турецького клубу «Самсунспор».
Завершив професійну ігрову кар'єру у кіпрському клубі «Ерміс», за який виступав протягом січня-липня 2011 року.

## Виступи за збірну
Виступав за молодіжну збірну Болгарії.
2001 року дебютував в офіційних матчах у складі національної збірної Болгарії. Протягом кар'єри у національній команді, яка тривала усього 3 роки, провів у формі головної команди країни лише 4 матчі.